# Samatovci
Samatovci – wieś w Chorwacji, w żupanii osijecko-barańskiej, w gminie Bizovac. W 2011 roku liczyła 613 mieszkańców.